# Ivanhoe (Roman)
1. REDIRECT Ivanhoe